# Anatoma philippinica
Anatoma philippinica is een slakkensoort uit de familie van de Anatomidae. De wetenschappelijke naam van de soort is voor het eerst geldig gepubliceerd in 1998 door Bandel.